# Carl Ludwig Hellwig
Pour les articles homonymes, voir Hellwig.
Carl Friedrich Ludwig Hellwig (né le 23 juillet 1773 à Kunersdorf près de Wriezen; mort le 24 novembre 1838 à Berlin) est un compositeur et musicien prussien.

## Biographie
Fils d'un prédicateur, il se consacre d'abord à une activité manufacturière à partir de 1789, mais il reçoit aussi une éducation musicale auprès de Joseph Augustin Gürrlich, Georg Abraham Schneider et Carl Friedrich Zelter à Berlin. En 1812, il abandonne tout autre emploi pour se consacrer exclusivement à la musique.
En plus de sa position comme organiste de la cour à Berlin depuis 1813 et directeur musical royal (1815), il joue déjà depuis 1793 dans la Sing-Akademie zu Berlin, à laquelle il est sa vie durant très étroitement associé. Durant une maladie du directeur Carl Friedrich Zelter, il prend temporairement la gestion de l'Académie et en devient même plus tard directeur adjoint sous Carl Friedrich Rungenhagen. Hellwig appartient également au groupe fondateur de la société chorale de C. F. Zelter fondée le 24 janvier 1809.
Il compose de nombreux lieder, un opéra et transcrit pour clavier l'Iphigénie en Tauride de Christoph Willibald Gluck ou l'oratorio Judas Macchabée de Georg Friedrich Haendel (d'après la réduction pour piano de Mozart).

## Œuvres
- Les mineurs, opéra en deux actes (créé le 27 avril 1820 à Dresde)
- Requiem aeternam, en la bémol majeur
- Requiem aeternam dona eis
- Canone perpetuo, par modo contrario retto
- Segen des Worts Gottes
- An den Mond
- An die Entfernte (texte: Johann Wolfgang von Goethe)
- Andenken (texte: Friedrich von Matthisson)
- Das Blümchen Geduld, Lied à deux voix avec accompagnement de piano forte, FS Lischke, Berlin, c.1834
- Der Greis
- Die Sehnsucht (Texte : Löben)
- Die stille Welt (Texte : Aloys Wilhelm Schreiber)
- Die Wellen des Lebens
- Die Worte des Glaubens (Texte : Friedrich von Schiller)
- Erörterung (Texte : Aloys Wilhelm Schreiber)
- Erster Verlust (Texte : Johann Wolfgang von Goethe)
- Freundschaft und Liebe
- Frühzeitiger Frühling (Texte : Johann Wolfgang von Goethe)
- Hoffnung (Texte : Friedrich von Schiller)
- Ich denke dein (Texte : A. Mahknann)
- Ich denke dein (Texte : Johann Wolfgang von Goethe)
- Im stillen Tale (Texte : Friedrich von Matthisson)
- Liebe und Andacht
- Morgenlied im Freien (Texte : Wilhelm Bornemann (de))
- Nachtgesang (Texte : Ludwig Gotthard Theobul Kosegarten)
- Selig, selig sind die Gottes Wort hören und bewahren
- Stille Tränen liebt mein Herz (Texte : August Lafontaine)
- Suchst du ein Glück (Texte : Karl Philipp Moritz)
- Trost
- Wenn die Blumen nun kommen, op. 4 no. 2 (Texte : Friedrich Heinrich Karl, Freiherr de La Motte-Fouqué)
- Werd' ich dich denn niemals finden
- Wie glücklich war ich
- Himmelsruh